# Altenburg (Nienburg)
Altenburg ist ein Ortsteil der Stadt Nienburg (Saale) im Salzlandkreis des deutschen Bundeslandes Sachsen-Anhalt mit 320 Einwohnern.

## Geografie

### Geografische Lage
Altenburg findet sich nördlich der Stadt Bernburg (Saale) in Sachsen-Anhalt im unteren Saaletal an den Flüssen Saale und Bode. Der Ort gehört zur Stadt Nienburg an der Saale und liegt auf dem Rand einer etwa einen Kilometer breiten und bis zu drei Kilometern langen Hochfläche, die sich inselartig in die weite Niederungslandschaft im Mündungsgebiet von Bode und Saale vorschiebt. Auf dem anderen Rand liegt der Bläs.

## Geschichte

### Mittelalter
In Altenburg wird die ursprüngliche fränkische Burg zum Schutz der Bodemündung in die Saale vermutet. Die Saale stellte damals die Grenze des germanischen Altsiedellandes gegen die Germania Slavica dar. Zudem bildete die Bode die Grenze zwischen dem Schwabengau und dem Nordthüringgau. Der Name der Nienburg („Neue Burg“) soll sich auf Altenburg beziehen.
Nienburg wurde 961 in einer der Gründungsurkunden des Klosters Gernrode und um 970 von dem jüdischen Reisenden Ibrahim ibn Jaqub erwähnt: „Diese Burg ist aus Stein gebaut und liegt ebenfalls an dem Fluss S.láwa und in diesen fällt der Fluss Búda“. Der Bau dieser steinernen Burg wird zwischen die Jahre 930 und 950 datiert. Am 10. Mai 927 fiel die Bernburg (slawisch Dupzk). Damit wurde der Weg für eine weitere Expansion der Liudolfinger in Richtung Osten frei.
Bereits 975 konnte die 970 in Thankmarsfelde im Harz gegründete Benediktiner-Abtei in das Kastell Nienburg verlegt werden, da die Saale ihre jahrhundertealte Grenzfunktion verloren hatte. Die Umbauarbeiten an der Nienburg dauerten über 30 Jahre. Am 8. August 1004 wurde der Vorgängerbau der bis heute erhaltenen Klosterkirche Nienburg im Beisein König Heinrichs II. geweiht. Somit wurden sowohl die Altenburg als auch die Nienburg von Profanbauten zum Schutz der Elbe-Saale-Linie zu Sakralbauten zur römisch-katholischen Missionierung der Sorben umgewidmet.
Ein Indiz für die Existenz einer alten fränkischen Burg in Altenburg ist auch die fast quadratische Form des romanischen Kirchturms von Altenburg, in welchem noch heute ein romanischer Eckkamin mit rundem Mantel zu sehen ist. Dieser romanische Wohnraum war über einen erhöhten Zugang zu erreichen, so dass es sich hierbei um einen ehemaligen Wohnturm handelt, der zur Kirche umgebaut wurde. Noch heute sind die verschiedenen Umbauphasen deutlich zu erkennen.
Die Altenburg wurde wahrscheinlich während des sehr späten 8. oder des frühen 9. Jahrhunderts zur Unterstützung des nahegelegenen Königshofes Waladala (Waldau) angelegt. Diese fränkische Befestigung fand 782 erstmals urkundliche Erwähnung.
Der fränkischen Altenburg gegenüber lag auf der anderen Saaleseite die sorbische Wallburg Budizko (heute Grimschleben), das sorbische Pendant zu Waladala war die Burg Dupzk (heute Bernburg).
961 wurde das Mönchskloster Frose durch Markgraf Gero in ein Kanonissenstift umgewandelt und dabei Altenburg als Klosterbesitz in der Form Alneburg ersterwähnt. Frose war 869 oder 870 als Reichskloster mit Cyriakus-Patrozinium durch Ludwig dem Deutschen gegründet worden und kam kurz nach 888 an die Vorläufer der Askanier. Vermutlich befand sich Altenburg als damals bedeutende Grenzfeste bereits im Gründungsgut des Reichsklosters, welches zur weiteren Etablierung der Königsmacht in der Nähe der damaligen Ostgrenze des fränkischen Reiches entstand. Ab 961 gehörten Altenburg wie auch das Stift Frose zum damals durch Gero neugegründeten Stift Gernrode.
Im Jahre 1106 wurde erstmals ein Gut Altenburg erwähnt, welches damals durch die Wettiner kurzfristig an das nahegelegene Reichskloster Nienburg verpfändet werden musste. Heinrich I. von Eilenburg war erst etwa 33-jährig 1103 beim Kampf gegen die Elbslawen an der Neiße gefallen, weswegen ihm sein vermutlich erst posthum geborener Sohn Heinrich II. von Eilenburg als Markgraf der Lausitz und Markgraf von Meißen zunächst unter der Vormundschaft seiner Witwe Gertrud die Jüngere von Braunschweig nachfolgte. Das im Altsiedelland im Schwabengau liegende Gut Altenburg hatte vermutlich bereits zum Eigengut des Wettiners Dedos I. gehört, des Vaters von Heinrich I. von Eilenburg. Dedo I. bekleidete ab 1046 das Grafenamt im südlichen Schwabengau.
Im Jahre 1130 wurde die Burg Altenburg durch Truppen des heiligen Norbert von Xanten zerstört. Der Gründer des Prämonstratenserordens war zu dem Zeitpunkt Erzbischof von Magdeburg. Neben der zerstörten Burg wurde in den Jahren danach ein Wartturm aufgebaut. Um 1180 wurde am Standort der einstigen Burg unter offensichtlicher Nachverwendung des ehemaligen Wohnturms und wahrscheinlich auch der Burgkapelle die heutige Kirche St. Blasien errichtet.
1336 erwähnte das Lehnbuch des Fürsten Bernhard III. von Anhalt-Bernburg eine wahrscheinlich zum Rittergut gehörende Mühle.
1421 stiftete Fürst Bernhard VI. von Anhalt-Bernburg (1420–1468) in Altenburg die Kapelle zu Unseren Lieben Frauen und 1462 in dieser Kapelle eine Messe mit der Auflage, dass sie nicht hastig, sondern vernehmlich und verständlich gesungen und gelesen wird. Durch das Weiterverpachten von Pfarrrechten war damals die Unsitte aufgekommen, dass Messen nur noch sehr verkürzt gehalten wurden. Mit Bernhard VI. starb am 2. Februar 1468 die Alte Bernburger Linie der Askanier aus.

### Neuzeit
1609 wurde ein Wilhelm von Peschwitz, Erbsasse zu Altenburg und Hauptmann zu Nienburg, als Rittergutsbesitzer erwähnt. Vorbesitzer war das askanische Adelsgeschlecht Hoym. Wilhelm von Peschwitz legte einen Kalksteinbruch an und verpachtete ihn für drei Jahre an Joachim Schmalen und Michael Rehbein zu Magdeburg. Nach dem Tod von Wilhelm von Peschwitz 1610 fiel der Kalksteinbruch an den Landesherrn, den Fürsten zu Anhalt-Bernburg, seinerzeit Christian I. Das Rittergut wurde als eingezogenes Lehen vom anhaltischen Seniorfürsten Johann Georg I. (Anhalt-Dessau) an Burkhard von Erlach verkauft.
1614 war der Steinbruch durch Christian I. von Bernburg an Rudolph Miehe verpachtet, welcher die Förderung des Sparkalks steigerte.
1641 fand dieser Gipssteinbruches im Bernburger Salbuch Erwähnung.
Im Dreißigjährigen Krieg zogen 1642 Truppen des kaiserlichen Generalleutnants Matthias Gallas durch Altenburg, welches dabei geplündert und verwüstet wurde. Auch die Kirche ging in Flammen auf. Gallas war auf dem Wege gegen den schwedischen Feldherrn Lennart Torstensson. Erst sechs Jahre nach dem Westfälischen Frieden von 1648 wurde die Kirche im Jahre 1654 wieder aufgebaut. Die Bauarbeiten zogen sich durch die Not der Zeit begründet bis 1670 hin.
1753 kaufte der Anhalt-Bernburger Fürst Viktor II. Friedrich den Ort Altenburg von der adligen Familie von Erlach. August Leberecht von Erlach (* 12. Januar 1680; † 16. Dezember 1754) war Hofmarschall des Fürsten.
Noch 1867 befand sich in Altenburg eine Zollhebestelle. In dem Jahr ist neben dem herzoglichen auch ein privater Gipsbruch verzeichnet. Neben der herzoglichen Domäne hatte sich noch das Hagemannsche Freigut gehalten. Insgesamt wurden in Altenburg 594 Morgen Ackerland und 90 Morgen Wiese bewirtschaftet. Im Ort gab es 26 Pferde, 209 Rinder, 1044 Schafe, 237 Schweine und 91 Ziegen.
Altenburg konnte sich nach Gründung der DDR am 7. Oktober 1949 zunächst noch gegen die große Eingemeindungswelle vom 1. Juli 1950 verwahren. Im Monat vor dem Mauerbau ereilte die alte Gemeinde dann am 14. Juli 1961 doch noch das Schicksal der Eingemeindung in das jüngere, aber mittlerweile größere Nienburg. Am gleichen Tage wurde im damaligen Landkreis Bernburg auch Piesdorf nach Belleben (heute zu Könnern) eingemeindet. Auch in anderen Teilen des damaligen Bezirkes Halle kam es in dieser Zeit zu Eingemeindungen wie die von Sieglitz nach Molau (heute Molauer Land im Burgenlandkreis) vom 1. Juli 1961. Bis zur Wende hatten dann die Gemeinden Ruhe vor weiteren politisch bedingten Zwangsfusionen. Am 1. Januar 2010 musste sich Nienburg dann mit fünf weiteren Gemeinden mit acht Ortsteilen zusammenschließen.

## Einwohnerentwicklung
1710 gab Johann Christoph Bekmann (1641–1717) für Altenburg 54 Häuser mit 277 Bewohnern an.
1833 wurden laut Heinrich Lindner in Altenburg 362 Einwohner in 56 Häusern verzeichnet. Nach demselben waren es 1821 noch 329 und 1827 noch 327 Einwohner gewesen. 1867 führt Ferdinand Siebigk 553 Einwohner in 86 Häusern an.
Nach einem Zwischenstand von 638 Einwohnern sank die Bevölkerungszahl kontinuierlich auf 320 im Jahre 2013 (2009: 344, 2010: 341, 2011: 328, 2012: 324).

## Gebäude

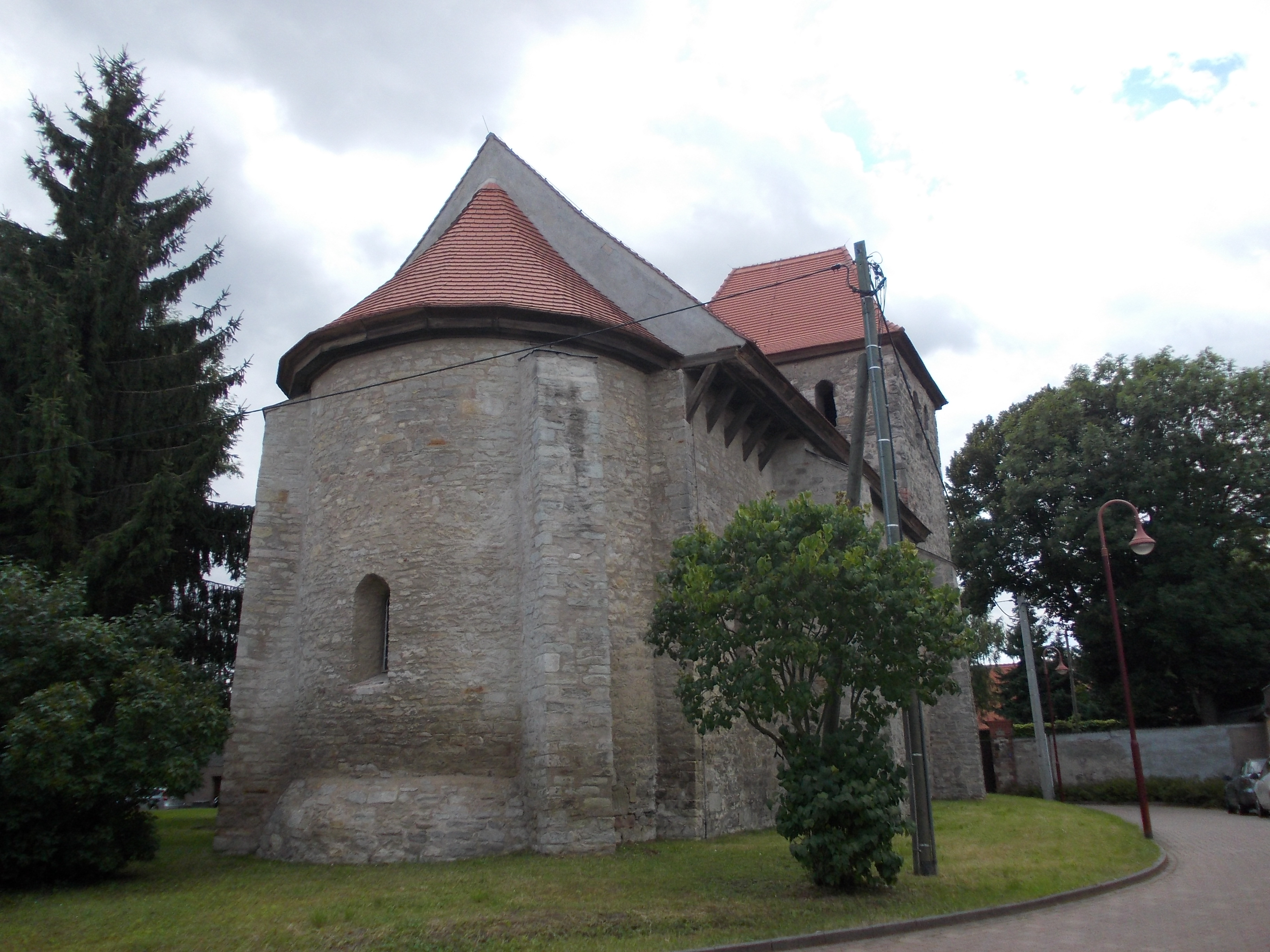

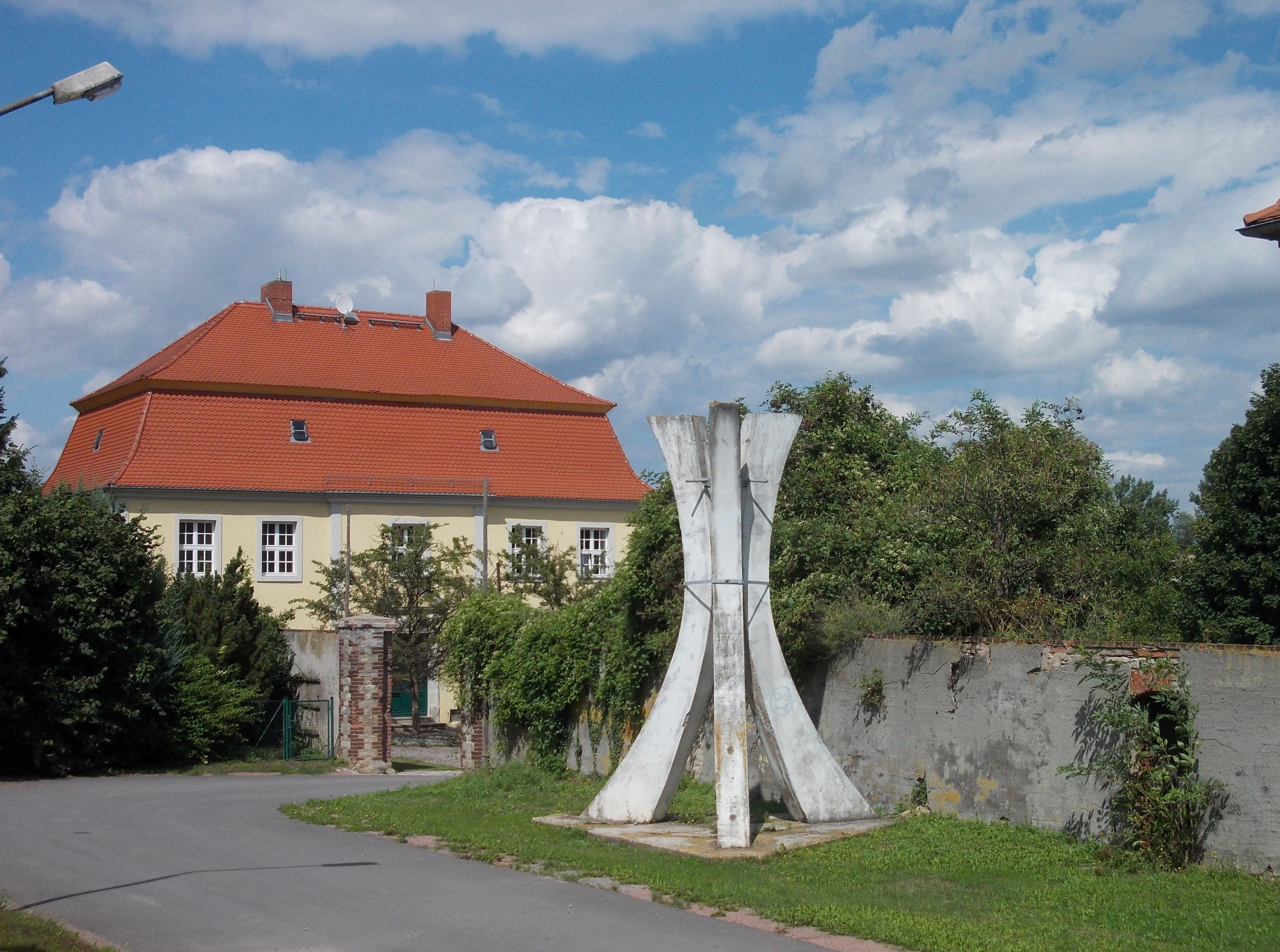

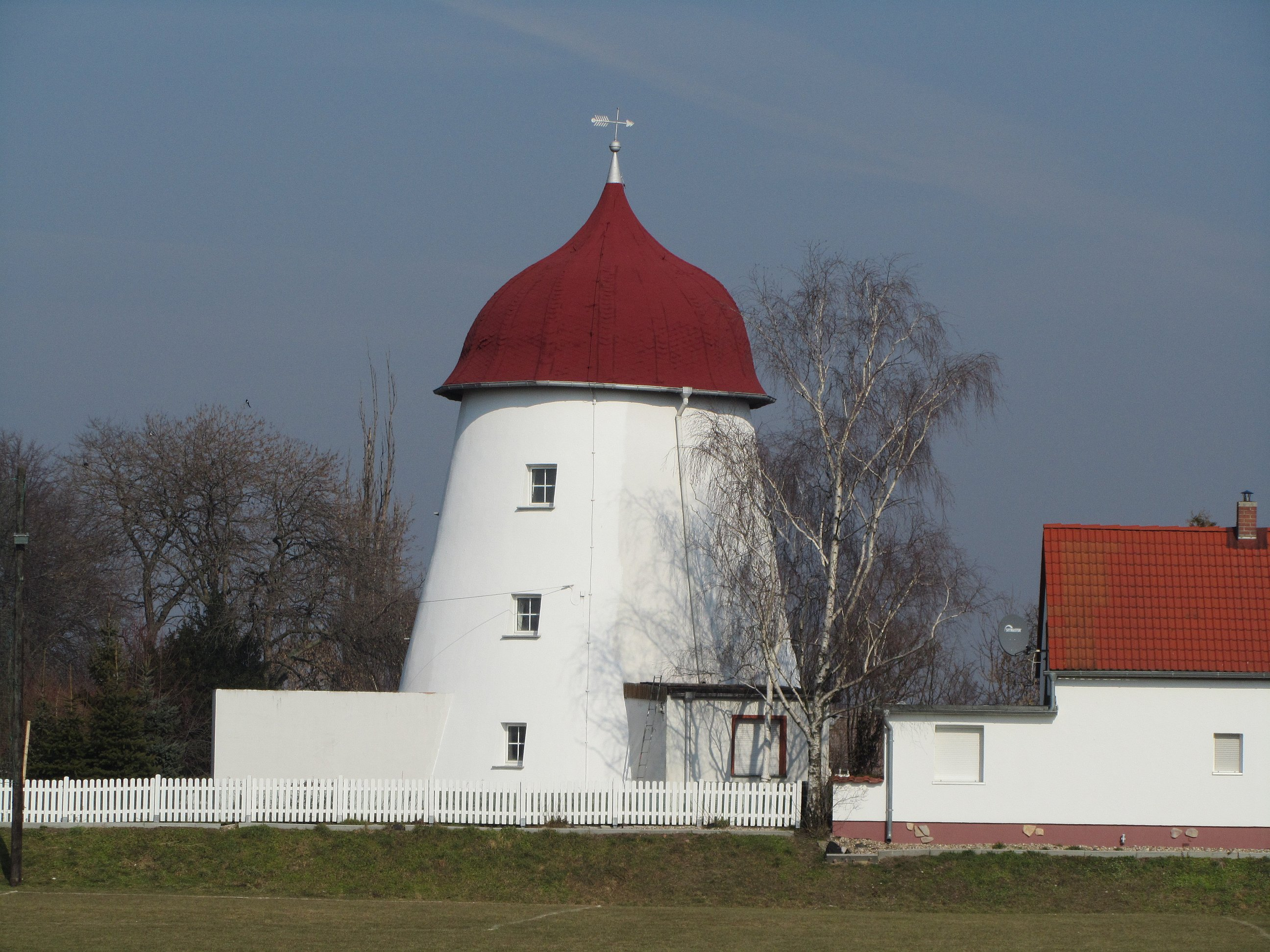

### Kirche
Die Kirche ist ein romanischer Bruchsteinbau aus der Zeit um 1180 mit großen Ähnlichkeiten zu der romanischen Stephanskirche in Waldau, welche etwa zur gleichen Zeit ausgebaut wurde. Während die Waldauer Kirche aus einem ottonischen Vorgängerbau aus der Zeit nach 960 hervorging, wurden in Altenburg die Reste der alten Burg zum Kirchbau benutzt. Demzufolge besitzt der für diese Epoche typisch wehrhafte Westquerturm einen fast quadratischen Grundriss und bauliche Reste eines romanischen Wohnturms. Die Kirche fand 1288 erstmals Erwähnung, das Patrozinium St. Blasien 1392. Nach den Zerstörungen des Dreißigjährigen Krieges wurde das Kirchenschiff erhöht und mit Strebepfeilern versehen. Bis 1670 entstand auch ein zweigeschossiger Anbau auf der Südseite.

### Gutshaus
Auf dem bereits 1106 erwähnten Gut befindet sich heute ein um 1750 errichteter zweigeschossiger Barockbau mit Satteldach. Dieses imposante Gebäude diente als Wohnhaus des Gutsverwalters. Nach den Jahrzehnten des Verfalls in der DDR wurde es nach der deutschen Wiedervereinigung denkmalgerecht saniert.

### Windmühle
Zwischen 1870 und 1880 wurde die Altenburger Windmühle gebaut. Sie ist schon lange außer Dienst. Ihrer Flügel beraubt hat sie im Volksmund den Namen „Wasserturm“ erhalten und stellt aufgrund der guten Sichtbarkeit nicht nur ein Wahrzeichen von Altenburg, sondern von ganz Nienburg dar.

## Religion
Das Gebiet von Altenburg gehörte kirchlich ursprünglich zur sorbischen Siedlung Lepenitz. Genau wie im westlich der Saale liegenden Ilberstedter Ortsteil Cölbigk wurden die Sorben als sogenannte Heiden Anfang des 11. Jahrhunderts kirchlich verdrängt. Zu diesem Zeitpunkt war vermutlich die Waldauer Stephanskirche Pfarrkirche für Altenburg. Das Kloster Nienburg hatte eine eher überregionale Rolle. Um 1450 mussten die Bewohner von Lepenitz ihr Dorf verlassen und wurden unter der Ägide der Stadt Bernburg unterhalb des Schloßberges in der sogenannten Freiheit angesiedelt.
Wohl spätestens seit der Reformation in Anhalt-Bernburg (1524–1526) hatte Altenburg bis 1772 einen eigenen Pfarrer, dann wurden Waldau und Altenburg kirchlich vereint. Von 1807 bis 1818 kam es durch die Franzosenzeit zu einer erneuten Trennung. Infolge der sehr positiven Einwohnerentwicklung erhielt Altenburg noch vor 1867 wieder einen eigenen Prediger. 1863 starb mit Alexander Carl das Herzogtum Anhalt-Bernburg aus. 1869 ging das Amt Nienburg aus dem Kreis Köthen in den erst 1864 neugeschaffenen Kirchenkreis Bernburg über. Zu diesem Zeitpunkt gehörte Altenburg noch immer zum Amt Bernburg.
Derzeit gehört die evangelische Kirchgemeinde St. Blasii Altenburg mit St. Petri Hohenerxleben, St. Johannis und St. Marien Nienburg und der Kirchgemeinde Wedlitz-Wispitz zum Pfarramt Nienburg und wird von dort von Pfarrer Stephan Aniol betreut.
Altenburg gehört in der katholischen Kirche zur Katholischen Pfarrei St. Bonifatius Bernburg mit der Pfarrkirche St. Bonifatius, der Nikolaikirche in Bernburg, der Klosterkirche St. Marien und St. Cyprian in Nienburg und der Pfarrkirche St. Norbert in Ilberstedt. Zuständiger Pfarrer ist derzeit Thomas Fichtner.

## Verkehr
Etwa einen Kilometer östlich von Altenburg liegt am Rand der Hochfläche in der Großen Aue ein langer, aber schmaler See, der nach der sorbischen Wüstung Plezege der Bläs genannt wird. In dem kleinen Wäldchen südlich des Bläs liegen die Reste eines vermutlich ebenfalls sorbischen Burgwalles. Der Bläs ist der Rest eines Altarmes der Saale, über den hier eine durch den Burgwall gesicherte Furt führte. Hieran erinnert noch der Flurname „An der Steinforth“.
Erst von 1847 bis 1848 wurde der heutige Straßendamm nach Nienburg mit drei steinernen gewölbten Brücken über verschiedene Arme der Bode angelegt. Zuvor existierte nur ein Fußweg durch die Wiesen, und über die Flussarme lagen Stege. Bei dem geringsten Hochwasser mussten die Fußgänger mit dem Kahn transportiert werden, ein Warentransport war so völlig ausgeschlossen. Zuvor gab es lediglich nach Bernburg eine hochwassersichere Verbindung.
Die Straßenverbindung nach Bernburg und nach Nienburg wird heute L 65 genannt. Außerdem führt von Altenburg noch der Auenweg in die Saaleaue.
Durch den Ort verläuft der Europaradweg R1, der das französische Boulogne-sur-Mer mit Sankt Petersburg in Russland verbindet.